# Staind
Staind est un groupe de post-grunge et de nu metal américain, originaire de Springfield, dans le Massachusetts. Le groupe compte en date sept albums studio : Tormented (1996), Dysfunction (1999), Break the Cycle (2001), 14 Shades of Grey (2003), Chapter V (2005), The Illusion of Progress (2008), et leur album éponyme (2011). Le groupe compte cinq singles à succès, et plus de 15 millions d'exemplaires vendus à l'international.

## Biographie

### Débuts (1995–1998)
L'origine de Staind remonte à Noël 1993, lorsque Mike Mushok et Aaron Lewis se sont rencontrés. Très vite, ils recrutent deux autres musiciens, pour écrire une musique à la croisée de Tool, KoRn et Alice in Chains. Les quatre américains font des répétitions à partir de 1994, et après un remaniement du line-up, ils jouent leur premier concert sous le nom de Staind en février 1995.
Staind sort un album auto-produit, intitulé Tormented, en 1996 qui se vendra à plus de 4 000 exemplaires. Cette année-là, le groupe a l'occasion de faire la première partie de Limp Bizkit ; d'abord choqué par la pochette de leur CD Tormented - qui représente un crucifix ensanglanté - Fred Durst, persuadé (à tort) que Staind est un groupe satanique, essaye de les faire renvoyer du festival, sans succès.

### Dysfunction(1999–2000)
Dès la première chanson du groupe, Durst prend conscience du talent du groupe et décide quasi immédiatement de les produire dans sa maison de disques Flip Records, chez qui le groupe sort son deuxième album intitulé Dysfunction en 1999. Le coup d'éclat aura lieu sur le Family Values 1999, grâce à un duo avec Fred Durst (Outside). Les singles Mudshovel, Home et Just Go passent également en boucle à la radio. Aaron Lewis est félicité par son chant comparé à celui d'Eddie Vedder de Pearl Jam. L'album atteint lentement  le succès et se classe premier des Billboard Heatseeker Charts presque six mois après sa sortie. Dans la semaine, l'album atteint la 74e place des Billboard Top 200 Album Charts. Le groupe joue avec Limp Bizkit et The Crystal Method, et ouvre à la tournée en tête d'affiche de Sevendust,.

### Break the Cycle(2001–2002)
Staind tourne avec Limp Bizkit au Family Values Tour à la fin de 1999, où Aaron Lewis joue leur premier hit Outside avec Fred Durst au Mississippi Coast Coliseum. Staind publie son troisième album studio, Break the Cycle, le 22 mai 2001. Propulse par le succès de leur premier single It's Been Awhile, l'album débute premier des Billboard Top 200 Album charts, avec 716 000 exemplaires vendus la première semaine. La première semaine des ventes de l'album fait de ce dernier le deuxième vendu plus, dépassant même Survivor de Destiny's Child.
L'album conserve le style nu metal de leur précédent album. Cependant, il s'oriente également post-grunge comme le prouve le single It's Been Awhile. En 2001, Break the Cycle dépasse les quatre millions d'exemplaires vendus à l'international.

### 14 Shades of Grey(2003–2004)
Au début de 2003, après la sortie d’un live acoustique au MTV Unplugged, Staind essaye de réitérer le succès de Break the Cycle (cinq millions d'exemplaires vendus). Bien qu’étant premier au Billboard 200 pendant une semaine, l’album 14 Shades of Grey fait un semi-flop et peine à dépasser le million d’exemplaires vendus. On y retrouve pourtant la chanson Layne, hommage au chanteur Layne Staley d'Alice in Chains, mort d'une overdose. Cette année-là, Aaron Lewis et Mike Mushok feront également une apparition acoustique lors du Metallica MTV Music Icon sur la chanson Nothing Else Matters de Metallica.
En 2004, le chanteur principal du groupe Aaron Lewis, fait une mini tournée solo de quelques dates à Las Vegas où il rencontre un franc succès, ce qui ne l'empêche pas de travailler avec le reste du groupe à la préparation de leur prochain album.

### Chapter Vet continuité (2005–2010)
Le groupe revient en 2005 avec son cinquième album, sobrement intitulé Chapter V, qui comme les deux précédents, se place immédiatement en tête du Billboard 200. En 2006, Staind joue un concert acoustique au Hiro Ballroom, de New York le 6 septembre. Ils y jouent six chansons dont trois reprises : Sober de Tool, Comfortably Numb de Pink Floyd, et Nutshell d'Alice in Chains. Un nouvel album intitulé The Singles est rebaptisé The Singles: 1996–2006, puis publié le 14 novembre 2006. Le 19 août 2008, Staind publie son sixième album, The Illusion of Progress. Une édition limitée est distribuée aux fans par Atlantic Records. Avant la sortie de l'album, ils publient la chanson This is It en téléchargement sur l'iTunes Store. L'album débute troisième du Billboard 200, et premier des Top Modern Rock/Alternative Albums Chart, premier des Top Digital Albums, et premier des Top Internet Albums.
En mars 2010, Aaron Lewis annonce que le groupe travaillera sur un septième album en fin d'année. Lewis terminera son EP et lance un appel au don pour la réouverture de l'école de sa fille situé à Worthington, dans le Massachusetts. Lewis réussit à faire rouvrir l'établissement grâce à un concert à but caritatif, qui fait participer notamment Seether, 3 Doors Down, et Lo-Pro. Le guitariste Mike Mushok explique que le groupe tente d'enregistrer un album bien lourd, mais qu'ils « explorent certaines choses de notre ancien album. » En décembre 2010, Staind poste trois webisodes depuis leur studio, annonçant le 20 avril, avoir terminé l'enregistrement de leur septième album, et sa sortie dans l'année.

### Staindet pause (2011–2014)

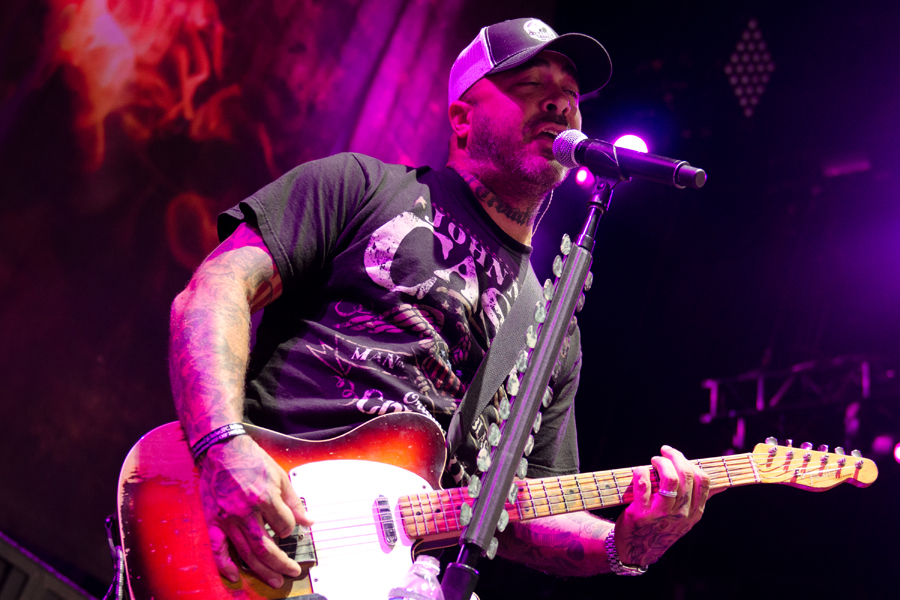
Staind au Uproar Festival, en 2012.

Dans un communiqué publié le 20 mai 2011 sur son site officiel, le groupe annonce le départ de Jon Wysocki, leur seul et unique batteur à ce jour, après 17 ans de service. Celui-ci est remplacé par Will Hunt (Evanescence, Black Label Society, Dark New Day, Static-X) pour la tournée défendant le dernier opus du groupe. Staind a d'ores et déjà annoncé qu'il se lançait à la recherche d'un batteur permanent pour assurer le reste de la tournée et poursuivre le cours de sa carrière. À en croire les dires de la formation de Springfield, le nouvel effort devrait être plus heavy que jamais et inspiré par le deuxième album, Dysfunction, sorti en 1999. Dans les premiers concerts donnés aux États-Unis fin mai 2011, Staind présente un premier extrait, Not Again. Disponible sur toutes les plateformes officielles, Not Again est suivi d'un autre extrait, Eyes Wide Open. De courts passages de deux autres morceaux ont également fuité sur le web, il s'agit de Wannabe et Failing.
Le 10 juin 2011, le titre The Bottom est révélé sur le web, interprété par le groupe et est inclus sur la Bande Originale du film Transformers 3. À la suite des quelques dates réalisées avec Will Hunt derrière les fûts, des rumeurs semblent affirmer que c'est l'ancien technicien batterie de Jon Wysocki, Sal Giancarelli, qui pourrait devenir le nouveau batteur de Staind. Une information qui n'a pas été confirmée par le groupe. Le nouvel album intitulé Staind sort le 13 septembre 2011. Staind confirme officiellement le 21 novembre 2011 par une vidéo sur YouTube l'arrivée du nouveau batteur Sal Giancarelli.
En juillet 2012, le groupe annonce une pause. Aaron Lewis expliquera : « On ne se sépare pas. On n'arrêtera pas la musique. Nous essayons juste de faire une pause. » Lewis prévoit aussi la sortie d'un album solo intitulé The Road. Entretemps, Mike Mushok est sélectionné par l'ancien bassiste de Metallica, Jason Newsted, pour son nouveau groupe Newsted. Staind joue son premier concert en deux ans au festival Welcome to Rockville le 27 avril 2014 avec notamment Korn, Rob Zombie, Five Finger Death Punch, Seether, et Theory of a Deadman. Ils jouent aussi aux festivals Carolina Rebellion et Rock on the Range en mai 2014.

### Seconde pause et avenir incertain (depuis 2014)
À la fin de 2014, le groupe se remet en pause. Aaron Lewis continue de se produire en concert et se consacre à un nouvel album solo. Il confirme aussi que la pause durera un certain temps. Mike Mushok s'associe avec Adam Gontier, et Rich Beddoe pour former le supergroupe Saint Asonia.
En août 2016, Mushok annonce que cette pause sonnerait probablement la fin du groupe,.
En mai 2021, le groupe se reforme pour les 20 ans de Break the Cycle avec une annonce d'un concert en live sur Youtube, et une série de concerts avec Korn.
Le batteur d'origine de Staind, Jon Wysocki, est décédé le 18 mai 2024 à l'âge de 53 ans. Bien que la cause officielle de son décès soit inconnue, Blabbermouth.net a rapporté qu'il avait « des problèmes de foie qui l'obligeaient à être sous les soins de professionnels de la santé,.

## Membres

### Derniers membres
- Aaron Lewis – chant, guitare rythmique (1995–2012, 2014)
- Mike Mushok – guitare solo (1995–2012, 2014)
- Johnny April – basse, chœurs (1995-2012, 2014)
- Sal Giancarelli – batterie (2011–2012, 2014)

### Membres de tournée
- Will Hunt - batterie (2011)

### Ancien membre
- Jon Wysocki - batterie (1995–2011)

## Discographie
- 1996 : Tormented
- 1999 : Dysfunction
- 2001 : Break the Cycle
- 2003 : 14 Shades of Grey
- 2005 : Chapter V
- 2008 : The Illusion of Progress
- 2011 : Staind
- 2023 : Confessions of the Fallen